# تايدالت (أولاد بوعشرة)
تايدالت هو دُوَّار يقع بجماعة فاصك، إقليم كلميم، جهة كلميم واد نون في المملكة المغربية. ينتمي الدوّار لمشيخة أولاد بوعشرة التي تضم دوار واحد. يقدر عدد سكانه بـ 405 نسمة حسب الإحصاء الرسمي للسكان والسكنى لسنة 2004.

## روابط خارجية
- البوابة الوطنية للجماعات الترابية نسخة محفوظة 12 مارس 2018 على موقع واي باك مشين.
- المندوبية السامية للتخطيط